# Bundesgymnasium und Bundesrealgymnasium Baden Biondekgasse

Das Bundesgymnasium und Bundesrealgymnasium Baden Biondekgasse ist eine Allgemeinbildende Höhere Schule in Baden in Niederösterreich.

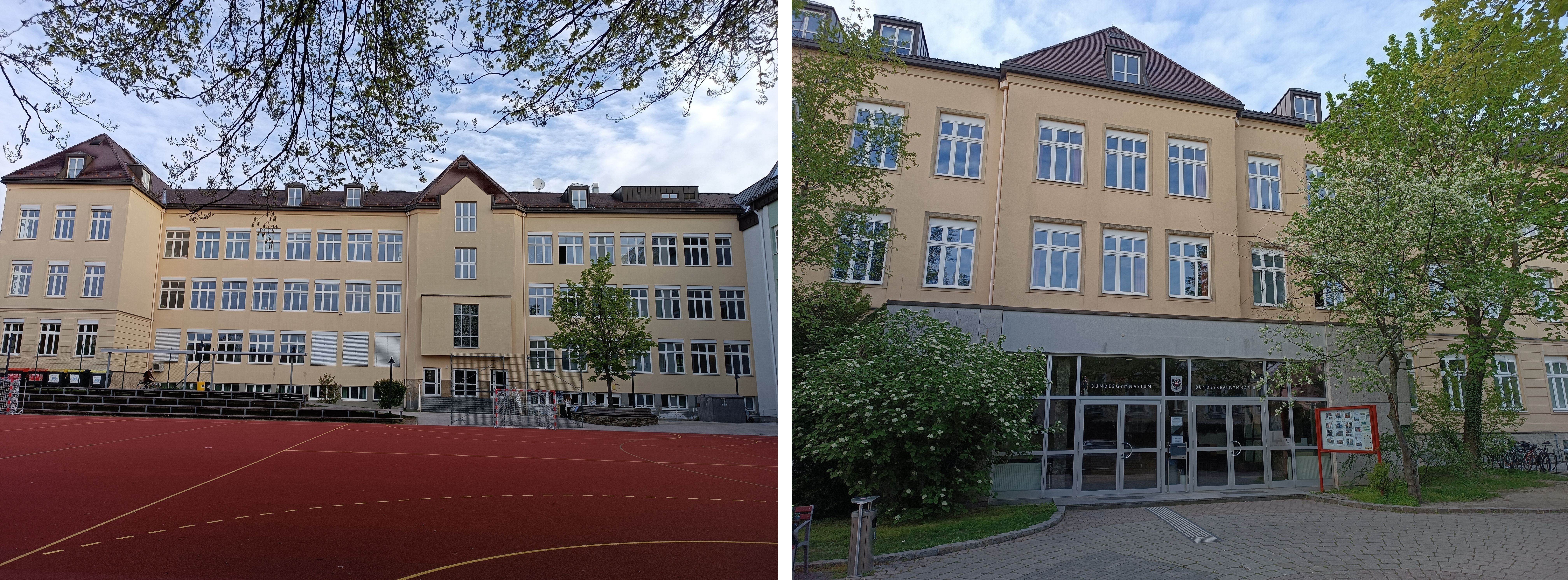
Sportplatzseite und Haupteingangsseite (2022/2023)

## Geschichte

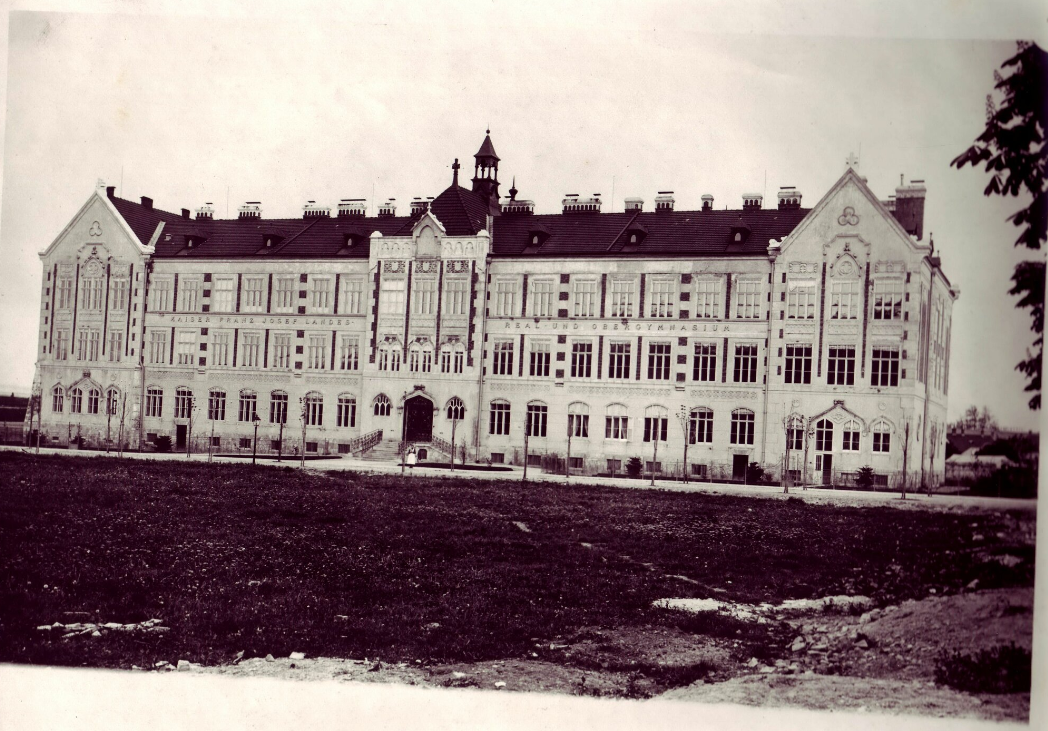
Kaiser Franz Joseph – Landesreal- und Obergymnasium (Schulgebäude im Schuljahr 1899/1900)

Im Jahr 1861 fasste die Gemeinde Baden den Beschluss über die Gründung einer 3-klassigen Unterrealschule. Diese wurde 1863 eröffnet und Josef Schram mit der Leitung der Schule betraut. Anfangs war die Schule neben der Pfarrkirche Baden-St. Stephan untergebracht. Im Mai des Jahres 1867 zog die Schule in die Räume des ehemaligen Augustinerklosters in Baden.
1881 wurde die Schule durch ein Obergymnasium zu einem Niederösterreichischen Landesreal- und Obergymnasium erweitert. Am 25. und 26. Juni 1886 fand die erste Reifeprüfung statt. Im Jahr 1897 starteten die Pläne für den Bau eines neuen Schulgebäudes. Als Architekt fungierte hierfür Ludwig Baumann. 1899 erfolgte die Übersiedlung in das neue Gebäude in der Biondekgasse und die Schule erhielt den Namen „Kaiser Franz Joseph – Landesreal- und Obergymnasium“. Einige Jahre später entstand in Baden ein Lyzeum und seitdem werden diese beiden höheren Schulen nach den Standorten benannt, an denen sie sich befinden – Biondekgasse bzw. Frauengasse.
Seit dem Jahr 1963 wird die Schule als Bundesgymnasium und Bundesrealgymnasium mit den verschiedenen Schultypen geführt. Im Laufe der 70er-Jahre stieg die Anzahl der Mädchen in der Schule kontinuierlich an und die Schule wird koedukativ geführt.

Bei weiteren zwei Umbauphasen am Gebäude wurden bis 1999 zusätzliche Raumressourcen (Aufstockung, Dachausbau, Schulbibliothek) und Erneuerungen geschaffen.

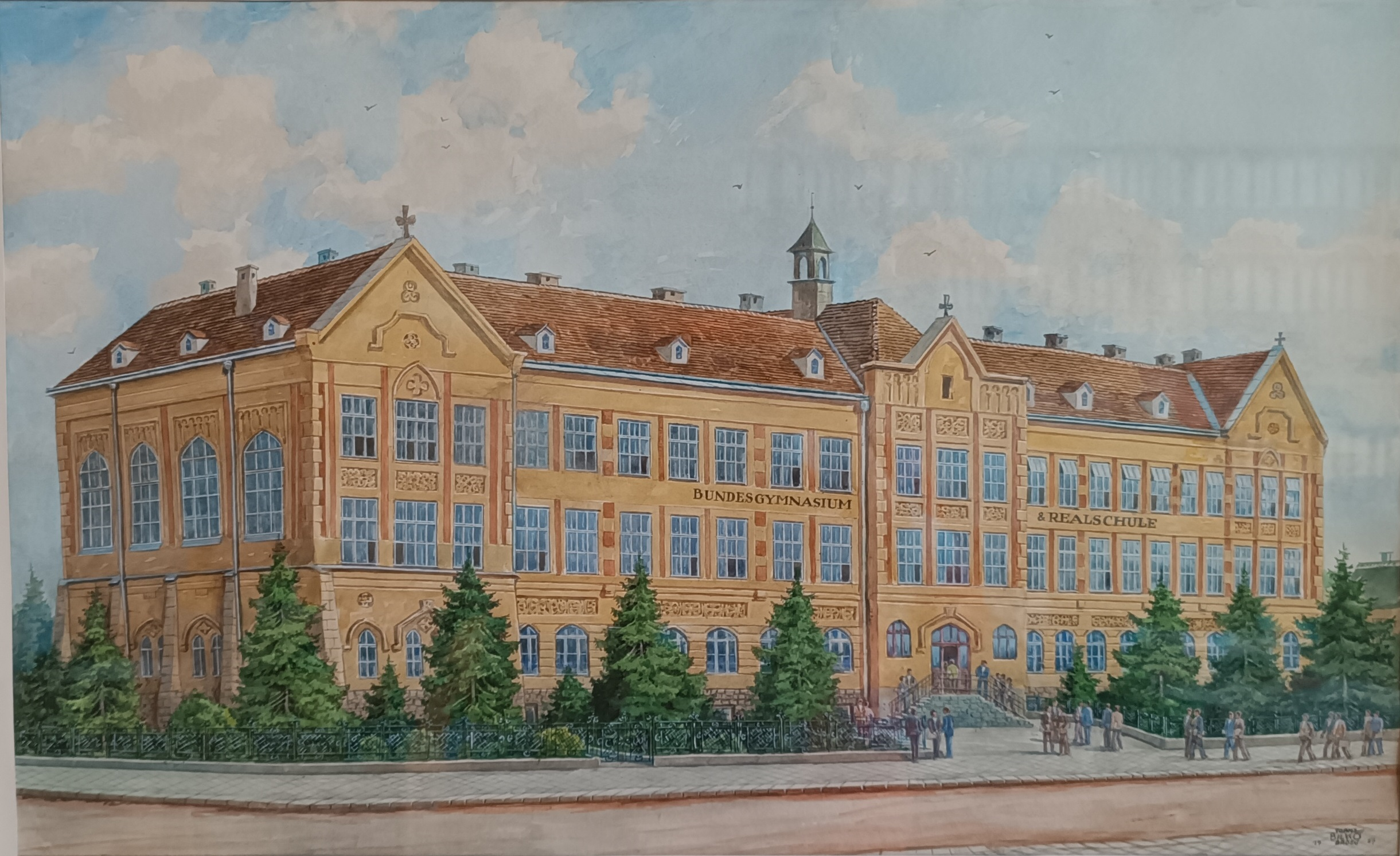
Bundesgymnasium und Realschule (Zeichnung des Schulgebäudes von Franz Bilko, 1967)

## Naturdenkmal

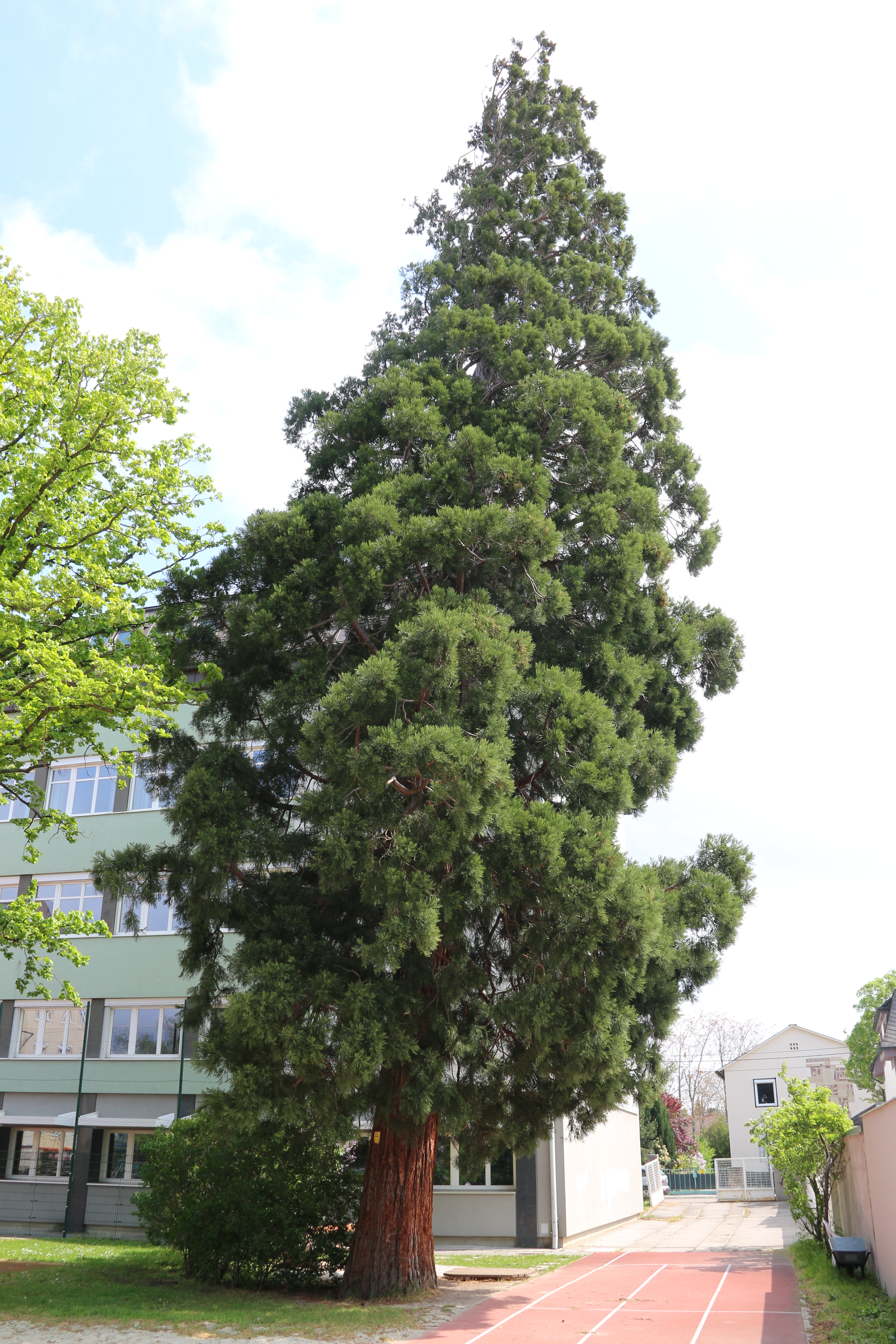
Mammutbaum am Schulgelände

Am Schulgelände zwischen der 60-Meter-Laufbahn und dem Sportplatz befindet sich ein Mammutbaum, der in der Liste der Naturdenkmäler im Bezirk Baden aufgenommen ist.

## Bildungsangebote
(Quelle: )

### Allgemeine Bildungsinhalte
- 1. und 2. Klasse (5. und 6. Schulstufe): einheitliche gymnasiale Bildung
- ab der 3. Klasse (7. Schulstufe): Wahl zwischen Realgymnasium und Gymnasium
  - Realgymnasium: Naturwissenschaftlicher Zweig mit Unterricht in Angewandter Computergestützter Geometrie (ACG), Laborunterricht in Biologie, Physik und Chemie und weiterführender Unterricht in Technik und Design in der 3. Klasse
  - Gymnasium: Sprachlicher Zweig mit Unterricht in einer weiteren Fremdsprache (Latein, Spanisch oder Französisch – Langform)
- ab der 5. Klasse (9. Schulstufe)
  - Realgymnasium: Laborunterricht in Biologie, Physik und Chemie und Unterricht in einer weiteren Fremdsprache (Latein, Spanisch oder Italienisch – Kurzform); Möglichkeit der Arbeitssprache Englisch in Geographie und Wirtschaftsbildung
  - Gymnasium: Unterricht in einer weiteren Fremdsprache (wenn Latein ab der 3. Klasse, dann Spanisch oder Italienisch, ansonsten Latein – Kurzform); Möglichkeit der Arbeitssprache Englisch in Geographie und Wirtschaftsbildung sowie in Geschichte und Politische Bildung
- 6. und 7. Klasse (10. und 11. Schulstufe): Wahl eines Wahlpflichtgegenstandes
- ab der 7. Klasse (11. Schulstufe)
  - Realgymnasium: zusätzlich Unterricht in Darstellende Geometrie
  - alle Schulformen: Wahl zwischen weiterführendem Unterricht in Kunst und Gestaltung oder Musik

### Zertifikate, die Schüler erwerben können
- Cambridge Certificate
- Diplôme d’Etudes en langue française (DELF)
- Diplomas de Español como Lengua Extranjera (DELE)
- International Certification of Digital Literacy (ICDL, ehemals ECDL)
- International Certification of Digital Literacy Advanced (für Fortgeschrittene)
- Erste Hilfe Zertifikat
- Landesschilehreranwärter

### Wettbewerbe, an denen Schüler teilnehmen können
- Olympiaden für Fremdsprachen
  - Spanisch-Olympiade
  - Französisch-Olympiade
  - Latein-Olympiade
- Naturwissenschaftliche Olympiaden
  - Chemie-Olympiade
  - Mathematik-Olympiade
- andere Wettbewerbe
  - Känguru der Mathematik
  - Pangea-Wettbewerb
  - Náboj-Wettbewerb
  - Biber der Informatik

### Leiter/Direktoren der Schule
Die Schule hatte die folgenden Leiter bzw. Direktoren:
- Josef Schram (1863–1869)
- Eduard Haas (1869–1872)
- Michael Nagler (1872–1875)
- Erwin Haueis (1875–1895)
- Johann Wittek (1895–1906)
- Julius Beneš (1906–1908)
- Ernst Zeiner (1908–1925)
- Otto Sulzenbacher (1926–1938)
- Carl Groiß (1938–1944)
- Josef Lewandowski (2. Semester im Schuljahr 1944/1945)
- Otto Sulzenbacher (1945–1949)
- Hans Weber (1950)
- Erich Christel (1951–1967)
- Viktor Wallner (1968–1983, ab 1974 beurlaubt)
- Johann Macha (1974–1981)
- Helmut Theimer (1982–1991)
- Erika Perdula (1991–2002)
- Heidrun Pfeiler (2002–2003)
- Brita Stelzer (2003–2012)
- Birgitta Stieglitz-Hofer (2012-heute)

## Ehemalige Schüler
Auswahl an Absolventen des Bundesgymnasiums und Bundesrealgymnasiums Baden Biondekgasse und dem jeweiligen Reifeprüfungsjahr
- Franz Nabl (1883–1974, Reifeprüfung 1902[1]), Schriftsteller
- Julius Hahn (1890–1972, Reifeprüfung 1909[1]), Politiker, Bürgermeister von Baden
- Franz Bilko (1894–1968, Reifeprüfung 1913[1]), Maler und Zeichner
- Viktor Wallner (1922–2012, Reifeprüfung 1940[1]), Politiker, Bürgermeister von Baden und Direktor der Schule
- Fred Sinowatz (1929–2008, Reifeprüfung 1948[1]), Politiker und Bundeskanzler
- Norbert Anton Stigler (1942–2020, Reifeprüfung 1960[1]), Ordenspriester, Pfarrer und Hochschulprofessor
- August Breininger (* 1944, Reifeprüfung 1962[1]), Politiker, Buch- und Papierhandelskaufmann, Bürgermeister von Baden
- Leo Bazant-Hegemark (* 1945, Reifeprüfung 1963[1]), Altphilologe, früherer Lehrer der Schule
- Bijan Khadem-Missagh (* 1948, Reifeprüfung 1966[1]), Violinist, Dirigent und Komponist
- John Dickie (1953–2010, Reifeprüfung 1972[1]), britischer Opern- und Operettensänger, österreichischer Kammersänger
- Kurt Staska (* 1959, Reifeprüfung 1977[1]), Politiker, früherer Bürgermeister von Baden
- Wolfgang Bankl (* 1960, Reifeprüfung 1978[1]), Opernsänger
- Karl Wallner (* 1963, Reifeprüfung 1981[1]), Ordenspriester und Hochschulprofessor
- Marc Elsberg (* 1967, Reifeprüfung 1985[1]), Bestsellerautor
- Christoph Grissemann (* 1966, Reifeprüfung 1986[1]), Kabarettist, TV- und Radio-Moderator
- Stefan Szirucsek (* 1969, Reifeprüfung 1987[1]), Politiker, Bürgermeister von Baden
- Loretta Pflaum (* 1972 Reifeprüfung 1999[1]), Schauspielerin
- Robin Lumsden (* 1976, Reifeprüfung 1995[1]), österreich-amerikanischer Rechtsanwalt, Unternehmer und Honorarkonsul von Jamaika
- Petra Kronberger (* 1969, Reifeprüfung 1997[1]), Skirennläuferin
- Susanne Wüst (* 1979, Reifeprüfung 1999[1]), Schauspielerin
- Axel Melchior (* 1981, Reifeprüfung 2000[1]), Politiker
- Alexander Sladek (* 2004, Reifeprüfung 2022[1]), Filmschauspieler